# Lascano
Lascano é uma cidade uruguaia localizada ao norte do departamento de Rocha nas rotas 14 e 15. É também a sede do município homônimo. Está cercado por importantes zonas úmidas e úmidas no leste do país. 

## História
Foi fundada nos campos do estancieiro Francisco Fernández, no ano 1876. Originalmente levou o nome de "Tres Islas". Posteriormente, e como consequência dos diferentes trâmites realizados ante o governo nacional para contar com autoridades policiais e os diversos serviços públicos, tomou o nome do compadre de Fernández, o basco Francisco Lascano, que firmava os documentos, ao ser Fernandez um analfabeto.